# Trajan (1792)
Il Trajan fu un vascello di linea francese da 74 cannoni che prestò servizio nella marina francese dal 1792 al 1802

## Storia
La costruzione del vascello da 74 cannoni Trajan, appartenente alla  Classe Téméraire, fu ordinata il 17 ottobre 1787 presso l'arsenale di Lorient. L'unità fu impostata il 17 maggio 1790, varata il 24 gennaio 1792, ed entrò in servizio nel novembre dello stesso anno. 
Nel 1793 il Trajan si trovava in servizio a Lorient sotto il comando del capitano Louis Thomas Villaret de Joyeuse.  Durante la Battaglia del Glorioso Primo di Giugno (1 giugno 1794) era al comando del capitano Dumoutier, e il Trajan, insieme allo Éole, ingaggiò combattimento contro il vascello britannico Bellerophon riuscendo a disalberarlo.
Il 15 dicembre 1796 salpò, al comando del commodoro Julien Le Ray, per prendere parte alla invasione dell'Irlanda, rientrando a Brest l'11 gennaio 1797. Il 17 dicembre dello stesso anno fu rinominato Gaulois. Radiato dal servizio nel giugno 1802, fu demolito nel 1805.

### Fonti
1. 1 2 3 4 5 6 7  Three Decks.
2. ↑  Ladimir 1856, p. 18.